# Ricardo Blasco
Ricardo Blasco Laguna (Valência, 30 de abril de 1921 - Madrid, 8 de fevereiro de 1994) foi um escritor, roteirista e cineasta espanhol.
Parente do escritor e jornalista Vicente Blasco Ibáñez, iniciou os estudos em Filosofia, curso que não concluiu, dedicando-se a poesia e atuando como escritor. Contribuiu para jornais e revistas da Catalunha como: "Revista Literária Corcel", "L'Espill", "Revista de Catalunya", "Diario de Valencia", entre outras. Iniciou sua carreira na industria cinematográfica como revisor e scripts na empresa Cifesa (La Compañía Industrial de Film Español, S.A.). Na década de 1950 passou a atuar como roteirista e diretor assistente e em 1960 estreou como cineasta na comédia Amor Bajo Cero. Em 1963, dirigiu os filmes Duello nel Texas (do gênero spaghetti western) e Le tre spade di Zorro (do gênero Swashbuckler). Em 1965, dirigiu a sequência Il giuramento di Zorro.
Também foi diretor de programas e séries televisivas, como "30 grados a la sombra", "Escuela de maridos", "Estudio 3", "Escuela de matrimonios", entre outros.